# اچ‌ام‌اس تیلبوری (۱۷۳۳)
اچ‌ام‌اس تیلبوری (۱۷۳۳) (به انگلیسی: HMS Tilbury (1733)) یک کشتی بود که طول آن ۱۴۴ فوت (۴۳٫۹ متر) بود.